# Bogdan Jański
Bogdan Teodor Jański (Grójec, 26 marzo 1807 – Roma, 2 luglio 1840) è stato un religioso polacco, fondatore della Congregazione della Resurrezione di Nostro Signore Gesù Cristo.

## Biografia
Si laureò in legge a Varsavia e, ottenuta una borsa di studio, soggiornò in Inghilterra, Germania e Francia per studiare economia.
Seguace delle dottrine sansimoniste, si riavvicinò al cattolicesimo grazie all'influenza di Jean-Baptiste Henri Lacordaire, Charles de Montalembert e Adam Mickiewicz.
Condusse poi una zelante opera di apostolato fra i Polacchi rifugiati a Parigi dopo il fallimento della rivolta anti russa del 1830. 
Con Piotr Semenenko e Hieronim Kajsiewicz nel 1836 diede vita a Parigi alla congregazione dei Resurrezionisti.
La sua causa di beatificazione è in corso.
| Controllo di autorità | VIAF (EN) 8197560 · ISNI (EN) 0000 0001 0868 1048 · BAV 495/284447 · CERL cnp00555326 · LCCN (EN) n84105937 · GND (DE) 119420856 · BNF (FR) cb13321075n (data) |